# Opus spicatum
Pour les articles homonymes, voir Opus et Spicatum.
L’opus spicatum — dit aussi « appareil en épi » (du latin spica, « épi ») ou en chevron — est réalisé avec des briques, des pavés ou des pierres plates posés inclinés sur la tranche et disposés alternativement en épi : le joint entre les lits successifs n'est pas rectiligne comme dans l'appareil en arête-de-poisson, mais en zigzag car tous les éléments d'une rangée sont emboîtés dans ceux des rangées contiguës.

## Antiquité
Cet appareil est utilisé à l'époque romaine essentiellement dans les pavages, mais aussi dans l'élévation des murs.

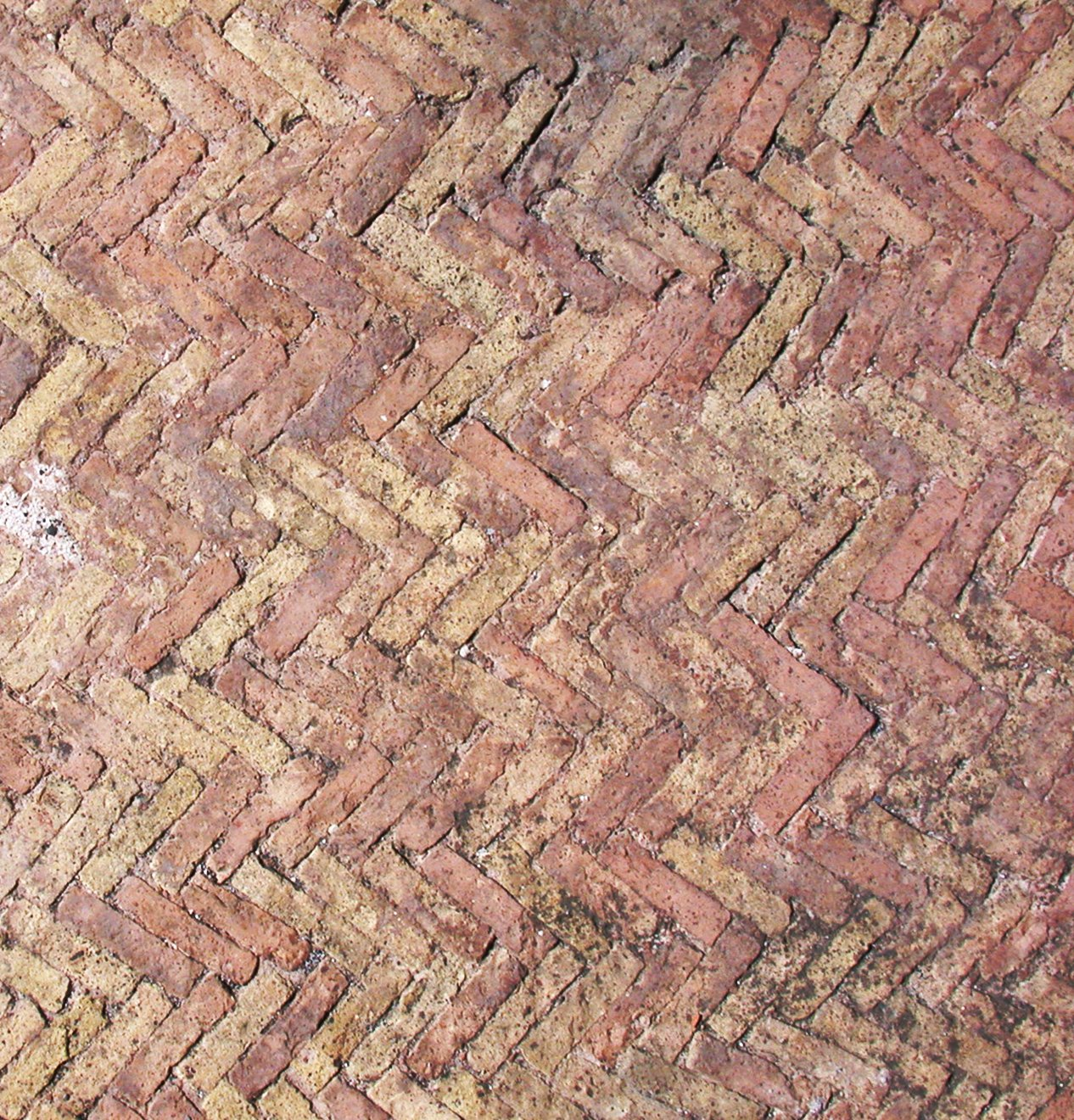
Dallage de sol dans les marchés de Trajan.
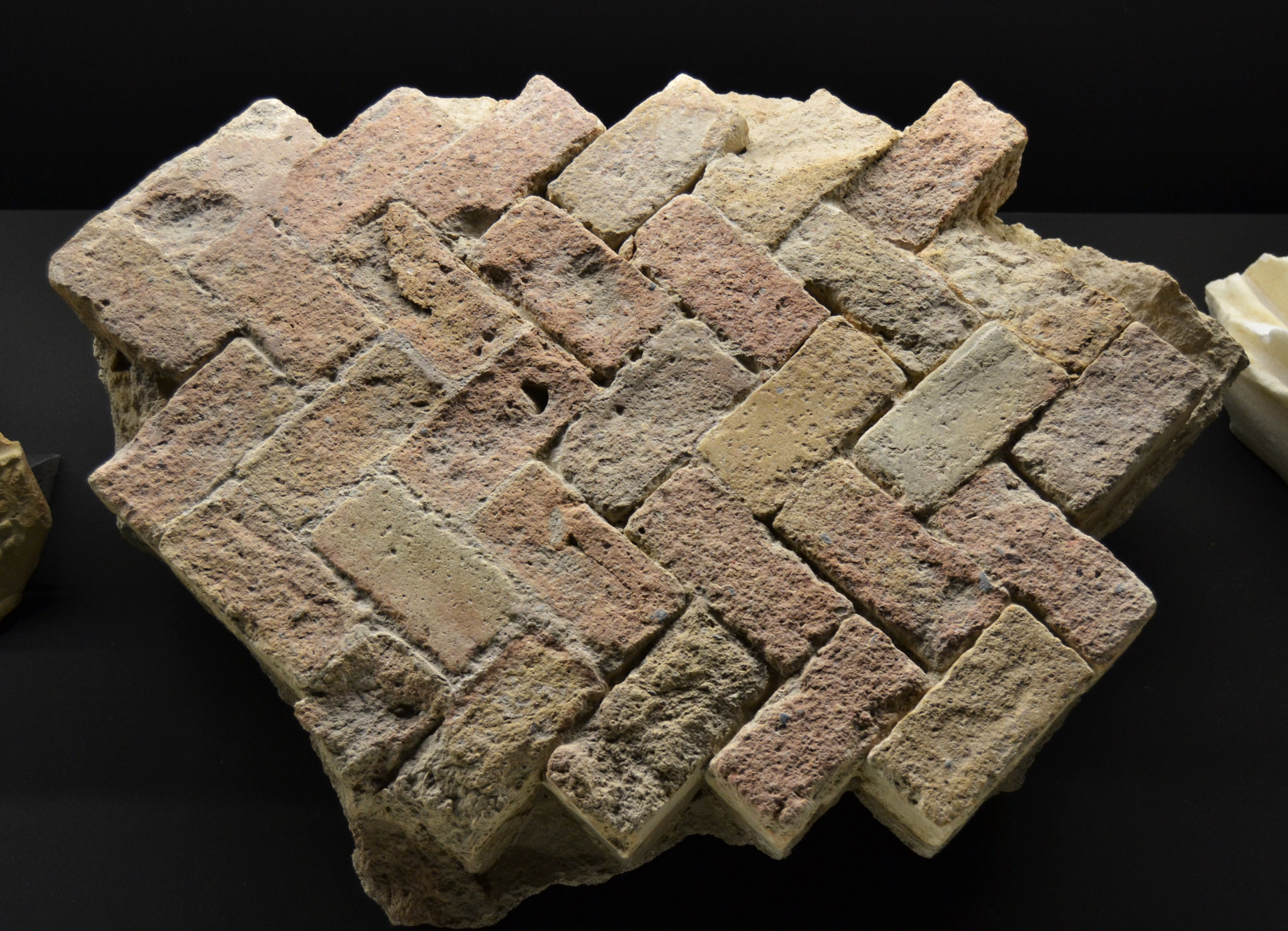
Pavé en briques appareillé du Ier siècle de notre ère provenant de l'ancienne Lucentum, ville ibérico-romaine (musée archéologique d'Alicante en Espagne).
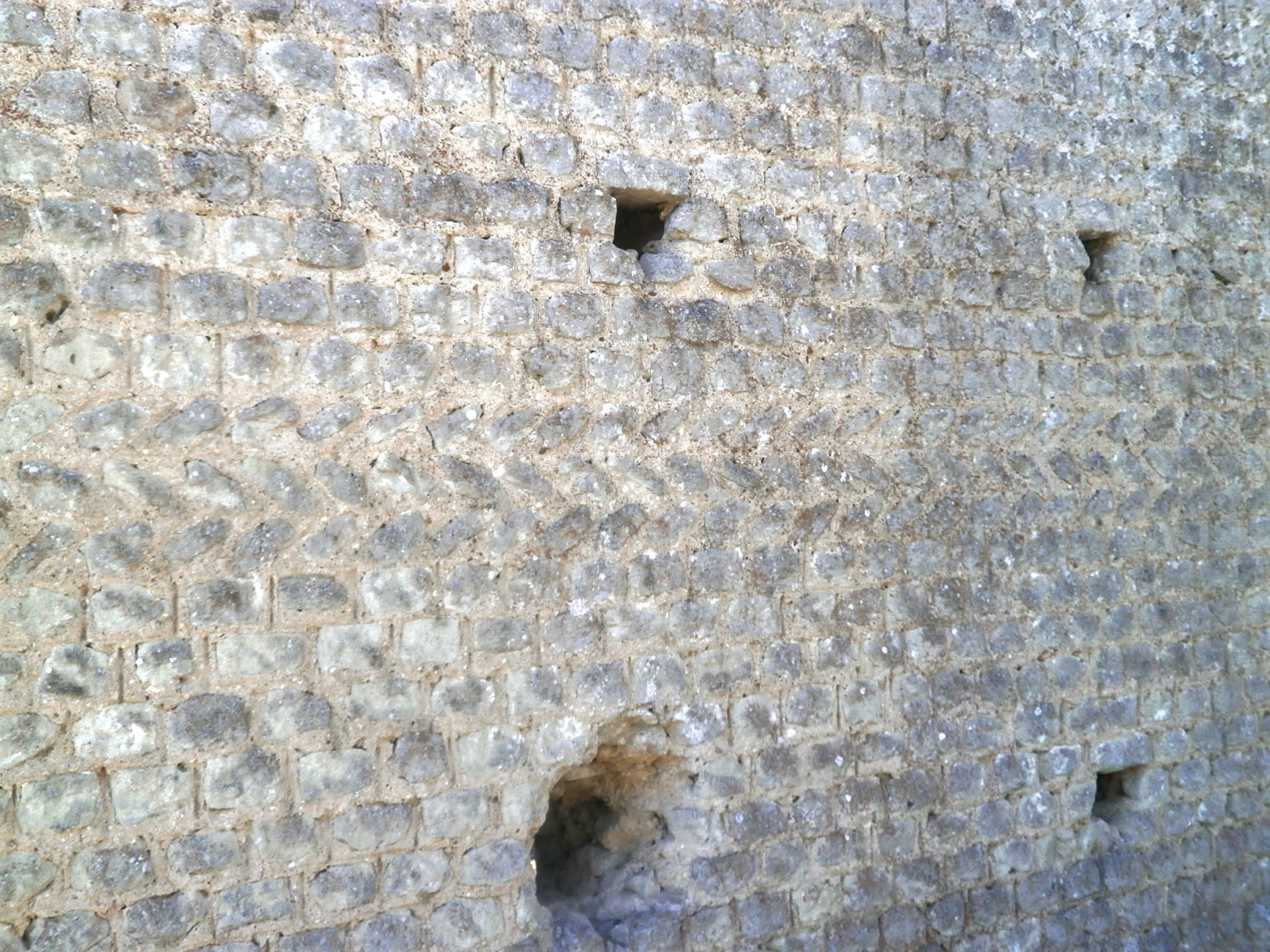
Assises d'un mur sur le site de Tasciaca (Loir-et-Cher, France, IIe siècle).

## Haut Moyen Âge
Il apparaît plus tard dans des murs d'enceintes médiévales et de logis de châteaux en pierre dès le VIe siècle, comme celui de Luc, en Lozère ou du château de Saint-Pierre-des-Clars, dans l'Aude ou dans l'Hérault, en France, et dans d'autres pays européens.
En Lorraine,on retrouve cet appareil dans le blocage de deux donjons de la fin des Xe et XIe siècles Fontenoy-le-Château et Vaudémont. 

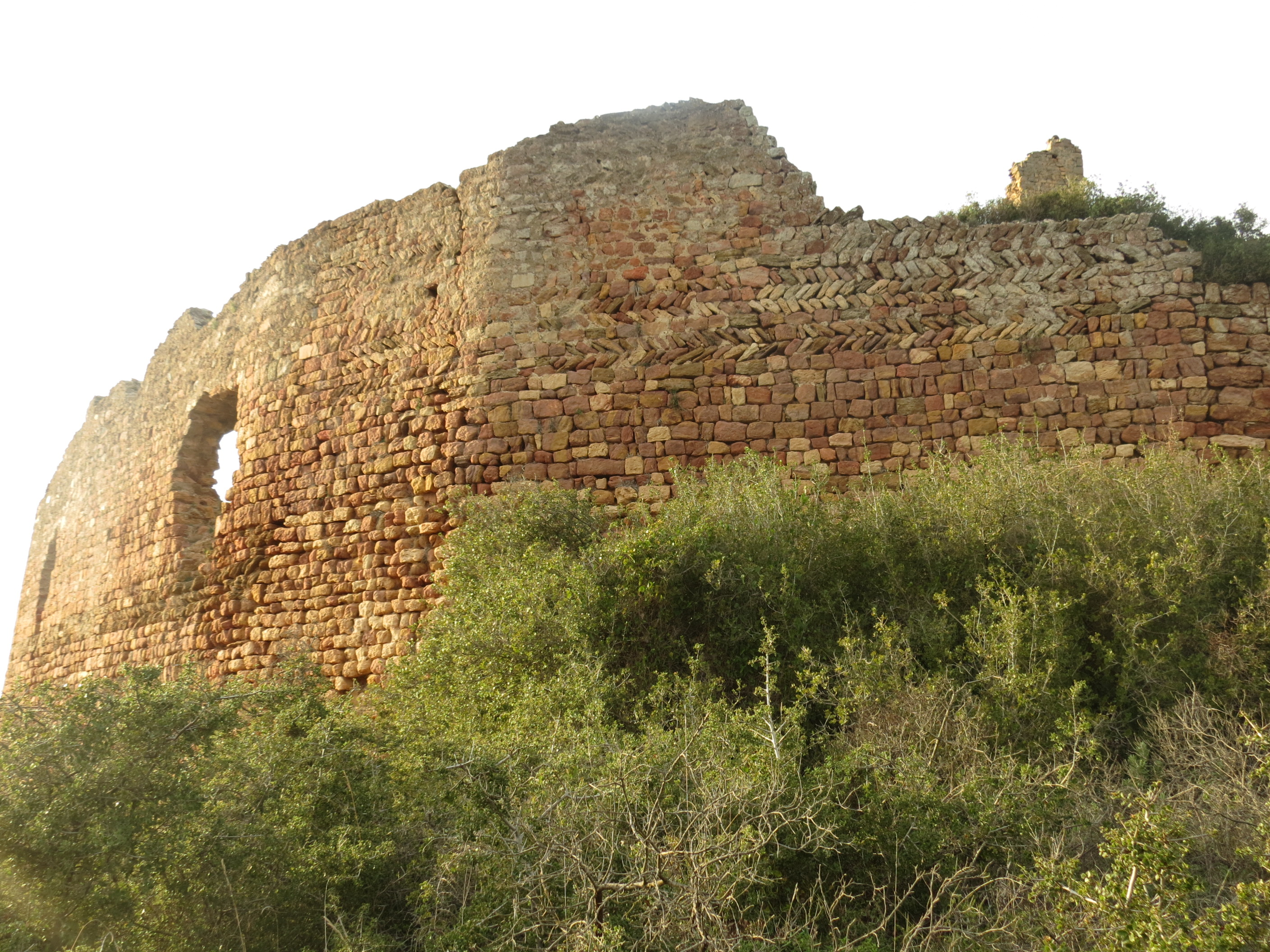
Château de Saint-Pierre-des-Clars, Xe siècle.
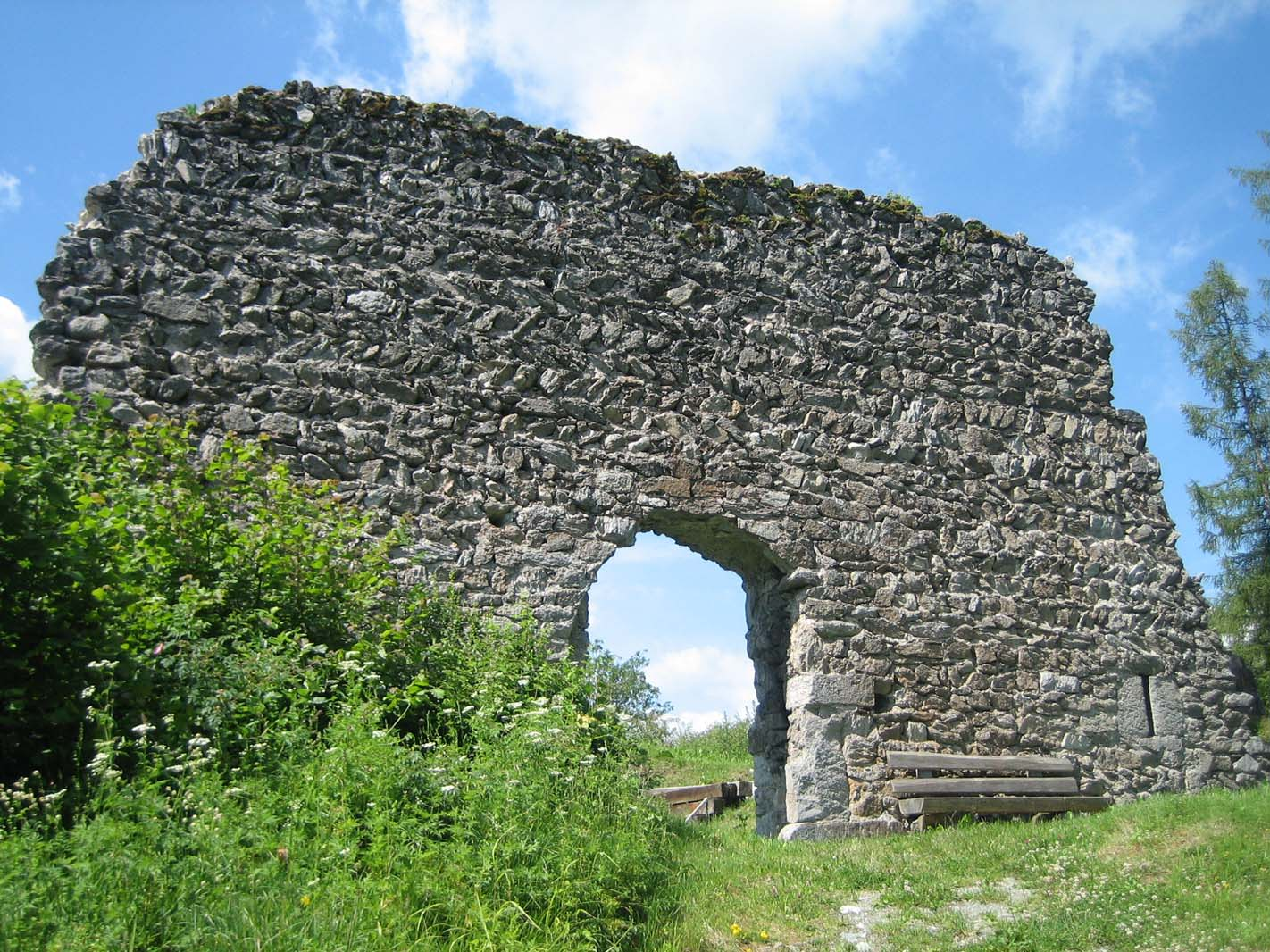
Burg Frauenberg (Ruschein) en Suisse, château du XIIIe siècle.
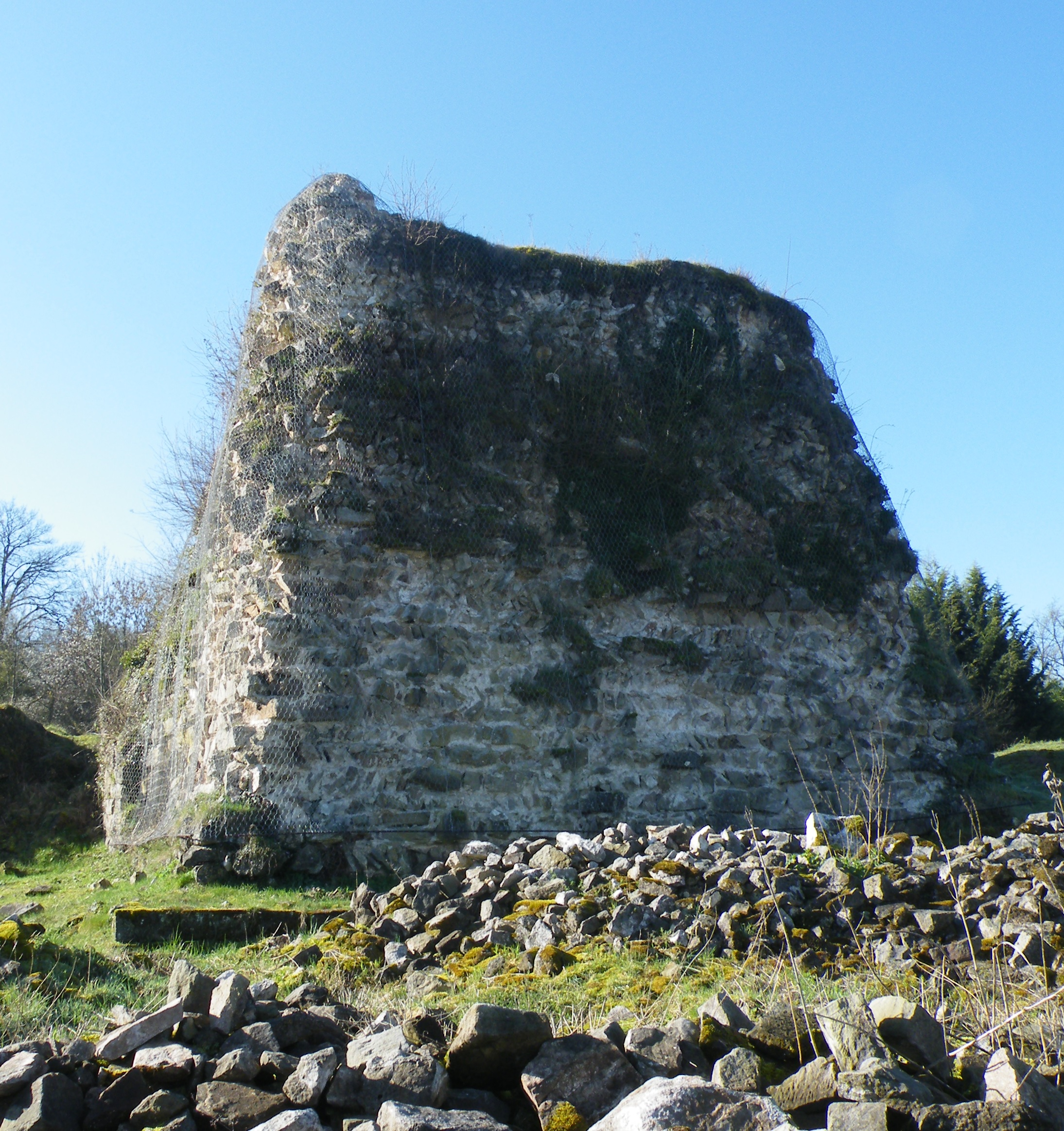
Fontenoy-le-Château, fin du Xe siècle.
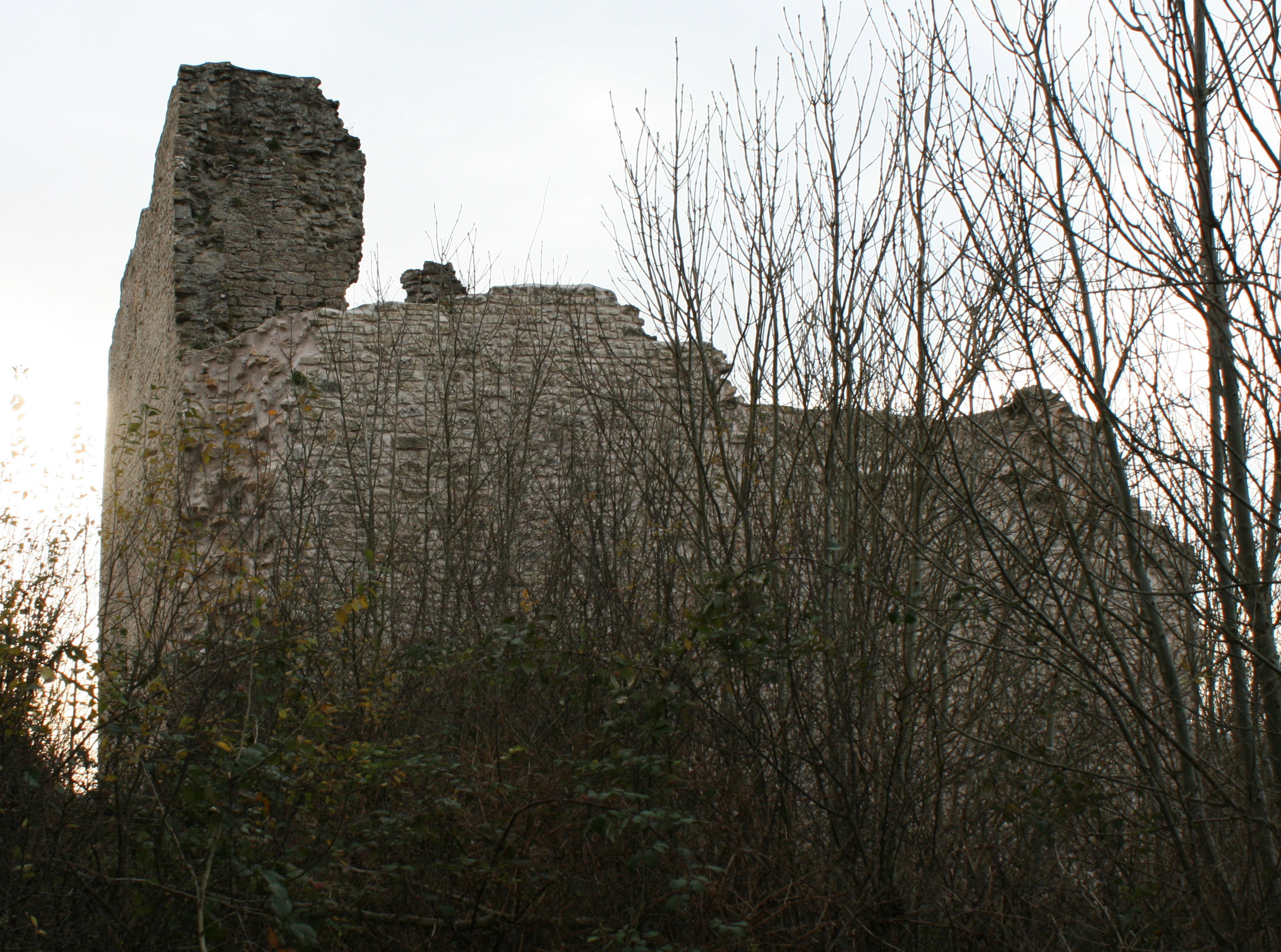
Vaudémont, tour Brunehaut XIe siècle.

## Moyen Âge
On le retrouve ensuite au XIIIe siècle, en décoration parmi d'autres motifs dans certaines églises en briques aux Pays-Bas, dans le nord de l'Allemagne et au Danemark. Dans ces mêmes régions, il peut orner tout le fronton d'un ou plusieurs pignons d'édifices religieux.

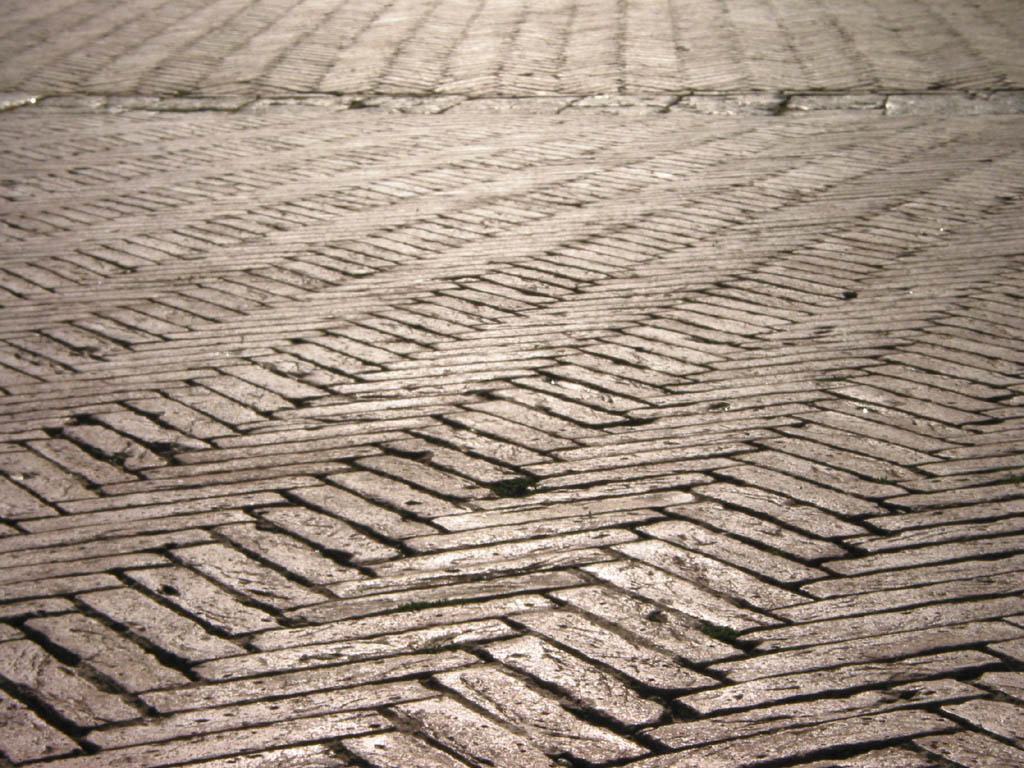
Pavage du sol du Campo de Sienne.
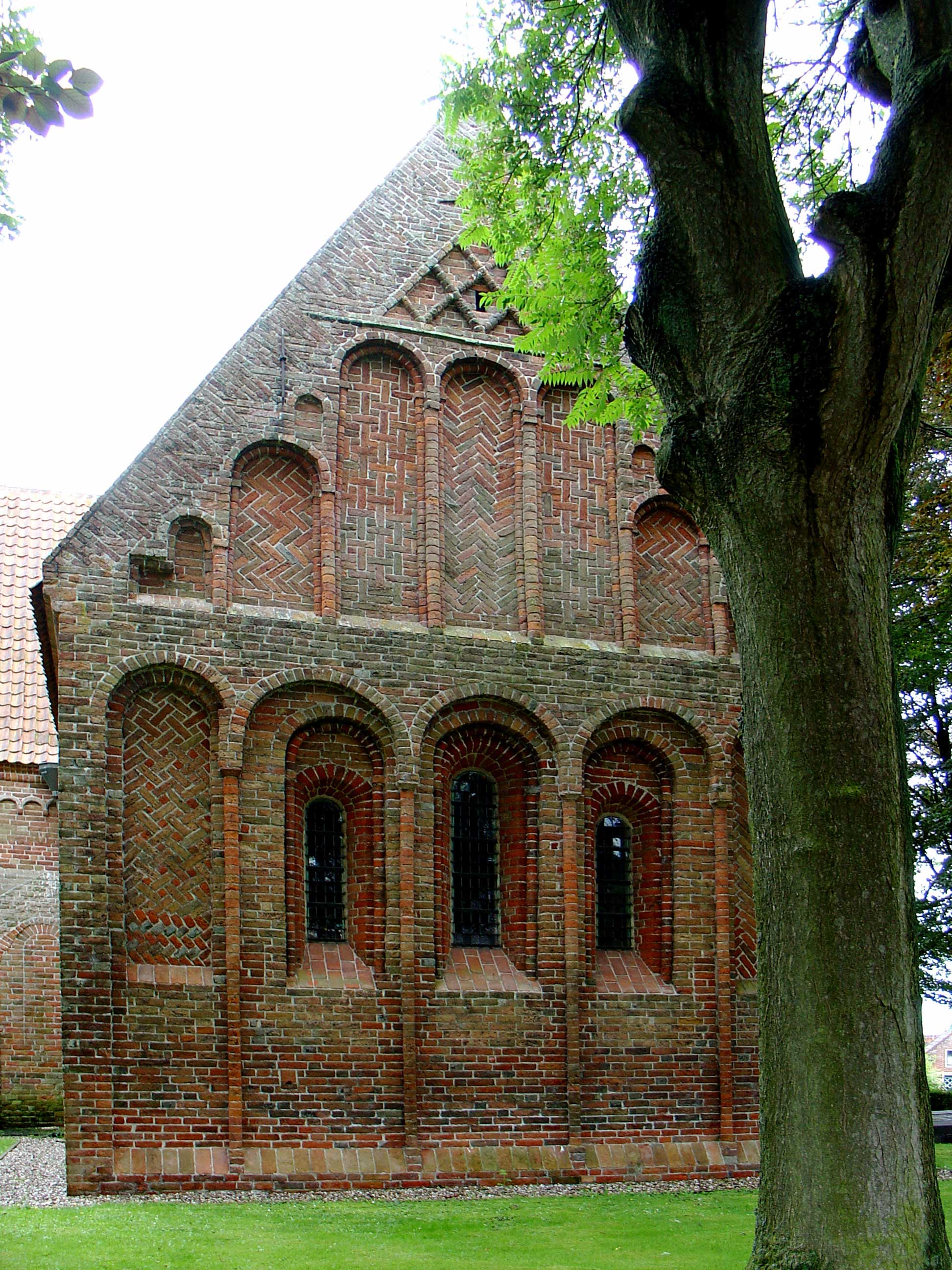
Décoration dans deux des arcades de la partie supérieure du pignon de l'église de Leermens (Pays-Bas) et en disposition verticale dans une des grandes arcades du fronton.
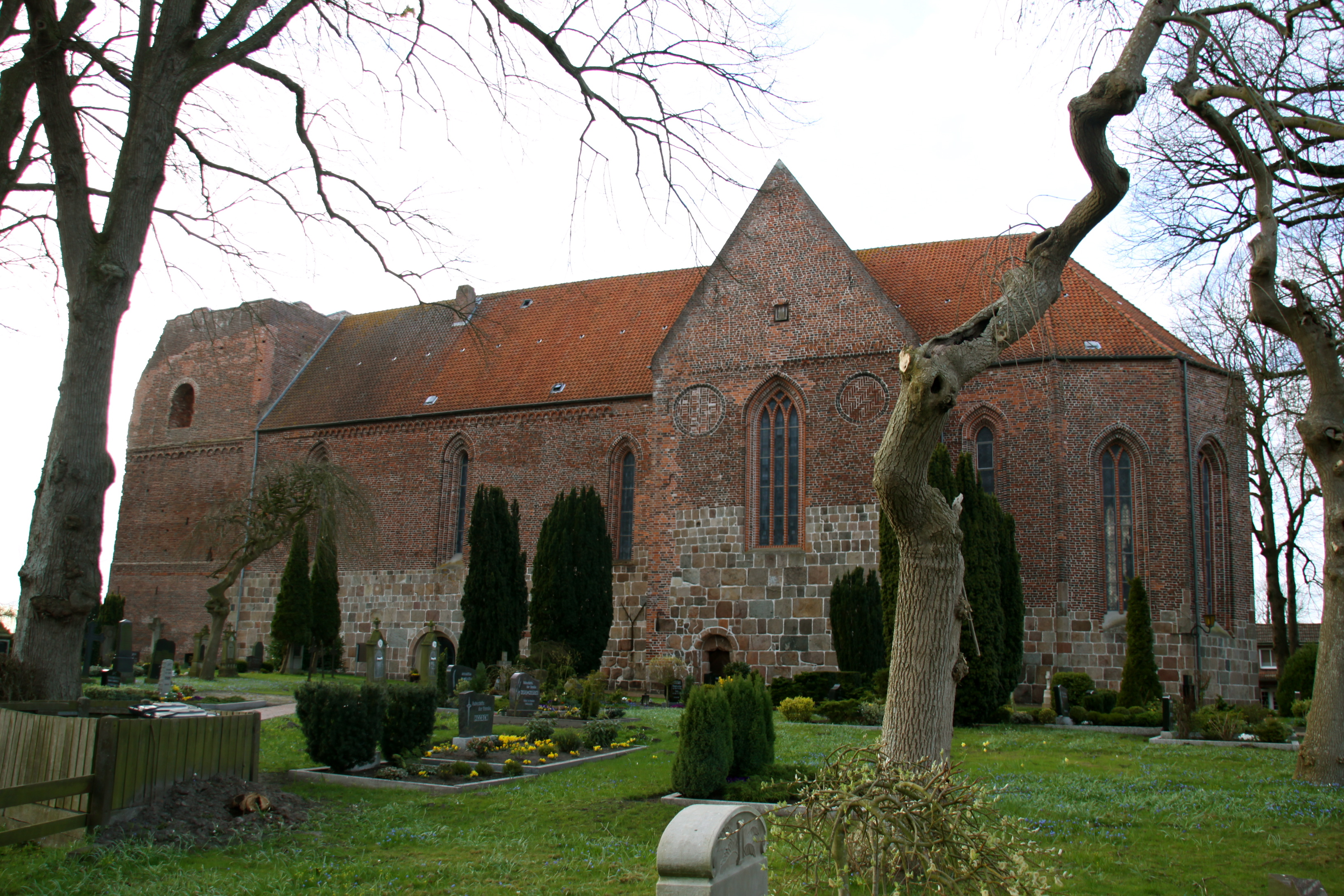
Ornement favori des oculi aveugles (Rundblenden), ici dans celui de droite ; église de Reepsholt (Allemagne).
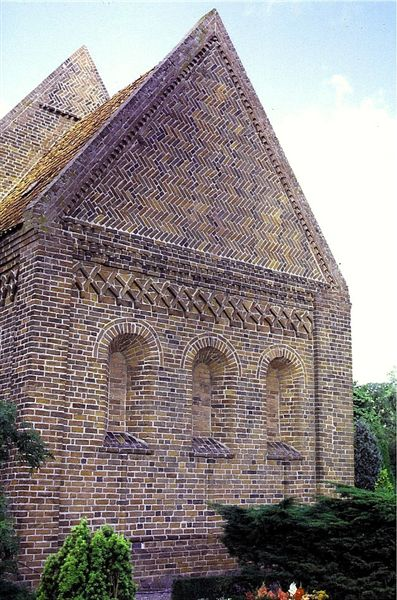
Appareil couvrant tout le fronton du pignon de l'église Købelev (da) (Danemark).

À partir du XVe siècle, également, des briques disposées en épi sont utilisées en remplissage du hourdis des maisons à pans de bois en France, dans les manoirs et les demeures des bourgeois les plus aisés du Royaume-Uni et, plus communément, à partir du XVIIe siècle où cet appareil remplace le torchis des hourdis des maisons médiévales.

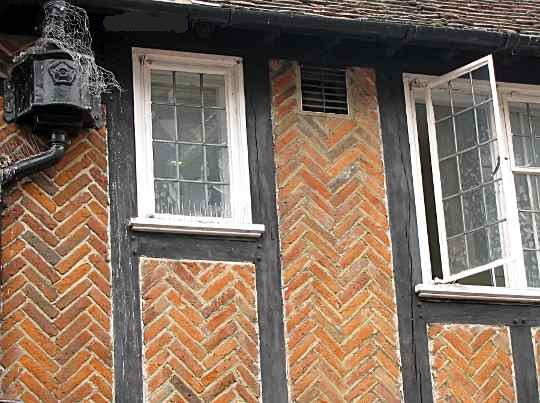
Maison à pans de bois, hourdis de briques en épi, Canterbury (Angleterre).
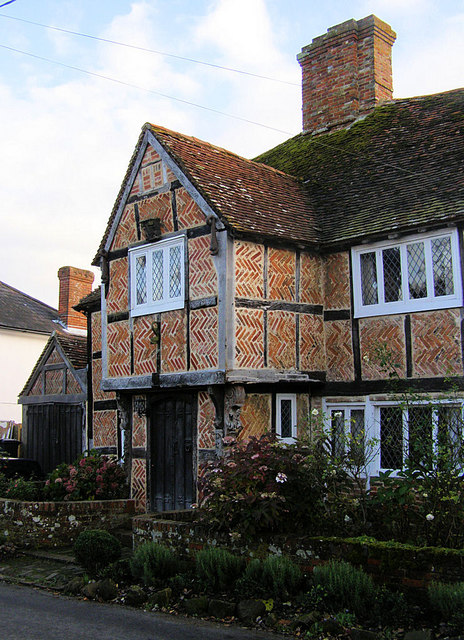
Maison du XVIIe siècle à pans de bois et hourdis de briques en épi dans l'Sussex de l'Est (Angleterre).
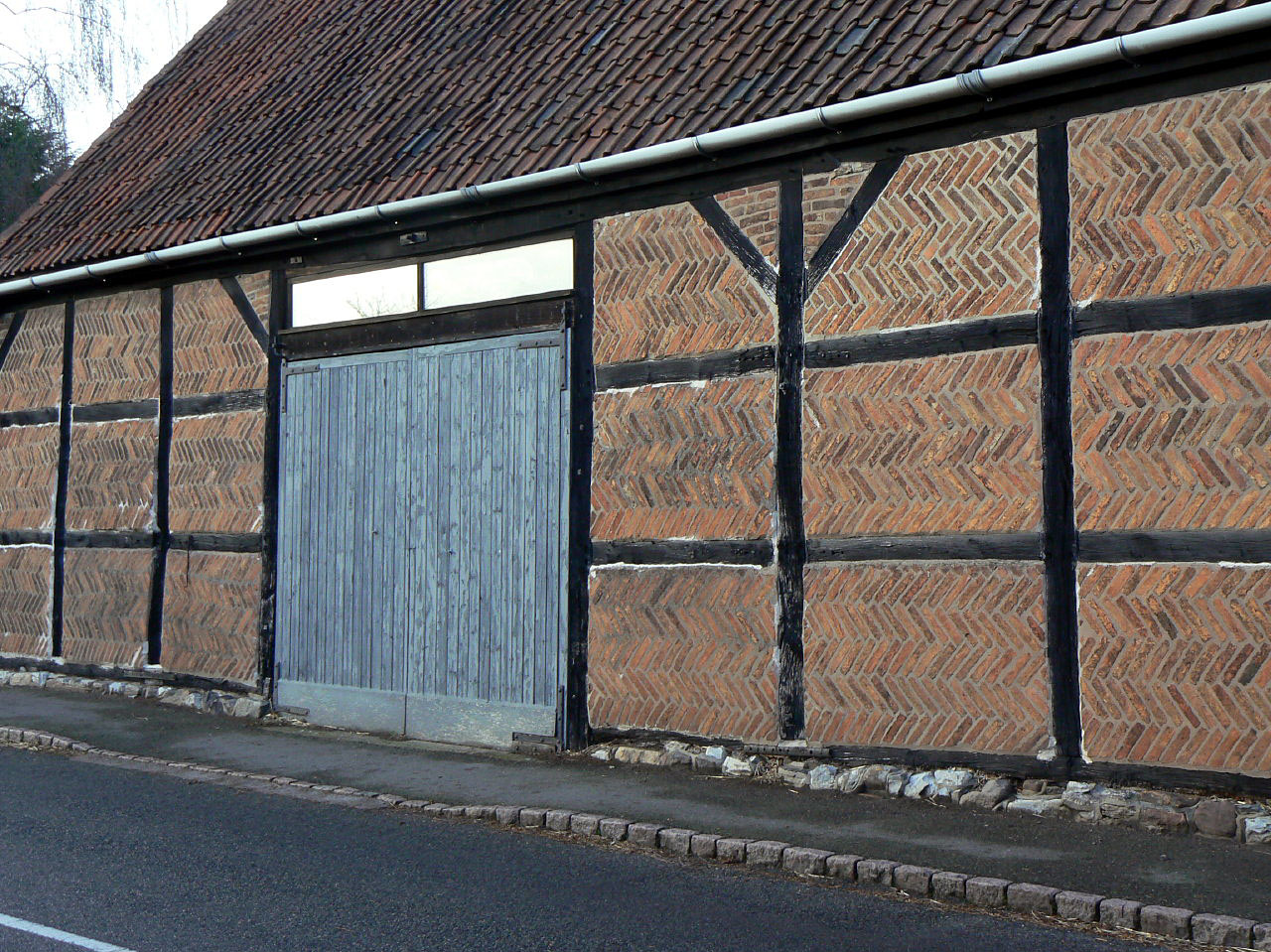
Ancienne grange classée du XVIIe siècle dans le Leicestershire (Angleterre).
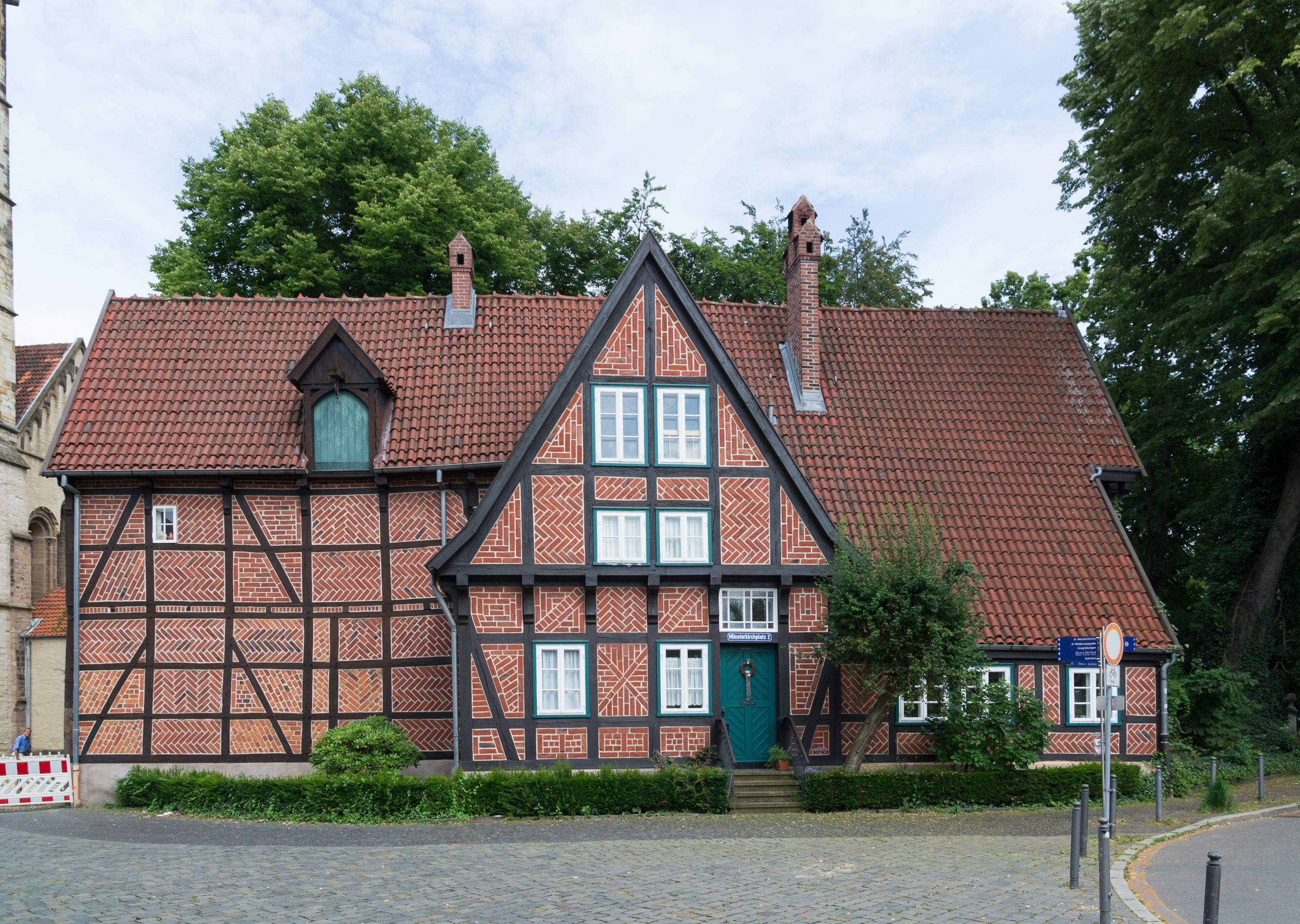
Maison du XVe siècle, Rhénanie-du-Nord-Westphalie (Allemagne).